# Seznam evroposlancev iz Slovenije (2014–2019)
Seznam evroposlancev iz Slovenije v mandatu 2014-2019 zajema poslance, ki so bili izvoljeni na evropskih parlamentarnih volitvah v Sloveniji 25. maja 2014. Slovenija ima v evropskem parlamentu osem poslanskih mest.

## Seznam
| #  | Slika | Ime in priimek  | Stranka                                             | Evrostranka                                   | Preferenčni glasovi | Število glasov liste |
| -- | ----- | --------------- | --------------------------------------------------- | --------------------------------------------- | ------------------- | -------------------- |
| 1. |       | Franc Bogovič   | Slovenska ljudska stranka (skupna lista NSi in SLS) | Evropska ljudska stranka - Evropski demokrati | 7.809               | 66.760               |
| 2. |       | Tanja Fajon     | Socialni demokrati                                  | Stranka evropskih socialistov                 | 11.691              | 32.484               |
| 3. |       | Lojze Peterle   | Nova Slovenija (skupna lista NSi in SLS)            | Evropska ljudska stranka - Evropski demokrati | 32.720              | 66.760               |
| 4. |       | Igor Šoltes     | Lista Verjamem                                      | ?                                             | 30.697              | 41.525               |
| 5. |       | Patricija Šulin | Slovenska demokratska stranka                       | Evropska ljudska stranka - Evropski demokrati | 1.079               | 99.643               |
| 6. |       | Romana Tomc     | Slovenska demokratska stranka                       | Evropska ljudska stranka - Evropski demokrati | 10.835              | 99.643               |
| 7. |       | Ivo Vajgl       | Demokratična stranka upokojencev Slovenije          | ALDE                                          | 21.569              | 32.662               |
| 8. |       | Milan Zver      | Slovenska demokratska stranka                       | Evropska ljudska stranka - Evropski demokrati | 58.041              | 99.643               |